# Pneuminion tubum
Pneuminion tubum är en skalbaggsart som beskrevs av Perkins 2004. Pneuminion tubum ingår i släktet Pneuminion och familjen vattenbrynsbaggar. Inga underarter finns listade i Catalogue of Life.